# كليمنت جيمس
كليمنت جيمس (بالإنجليزية: Clement James)‏ (10 مارس 1981 في المملكة المتحدة - ) هو لاعب كرة قدم بريطاني في مركز الوسط. لعب مع بوريهام وود إف سي ونادي برينتفورد ونادي هايز ونادي كينغستونيان ونادي سلاو تاون وStaines Town F.C. ‏ وBurnham F.C. ‏ وإنفيلد تاون.

## وصلات خارجية
- كليمنت جيمس على موقع Soccerbase.com (لاعب) (الإنجليزية)